# Yttre Avatjärnen
Yttre Avatjärnen är en sjö i Bodens kommun i Norrbotten och ingår i Råneälvens huvudavrinningsområde. Yttre Avatjärnen ligger i Råneälven Natura 2000-område.